# 奈爾斯鎮區 (愛荷華州弗洛伊德縣)
奈爾斯鎮區（英語：Niles Township）是位於美國愛荷華州弗洛伊德縣的一個行政鎮區。

## 地方資料
根據2010年美國人口普查的數據，奈爾斯鎮區的面積為89.62平方千米，當中陸地面積為89.62平方千米，而水域面積為0.00平方千米。當地共有人口533人，而人口密度為每平方千米5.95人。